# 岩永マキ
岩永 マキ（いわなが マキ、1849年3月29日〈嘉永2年3月3日〉 - 1920年〈大正9年〉1月27日）は、日本の社会事業家、福祉事業家。肥前国西彼杵郡浦上山里村（後の長崎県長崎市）の隠れキリシタン（潜伏キリシタン）の家の生まれであり、日本政府によるキリスト教弾圧「浦上四番崩れ」により配流され、帰郷後にフランス人宣教師のマルク・マリー・ド・ロ神父の指導のもと、孤児の養育施設を開き、生涯を孤児養育と救貧に捧げた。現存する児童養護施設の中でも最古のものの創設者の1人であり、孤児救済の先駆者、日本の福祉事業の礎を築いた女性ともされる。

## 経歴
浦上山里村の隠れキリシタンの農家で、長女として誕生した。浦上山里村は平穏な農村であると共に、隠れキリシタンの村との一面もあった。マキの家族もまた、曽祖父が貧乏な人々に援助の手を差し伸べ、キリスト教弾圧の拷問による死者が7人にのぼるほど、信仰心の篤い家庭であった。また、手広い商売をしていたことで、昔気質で、家庭教育に厳しい家でもあった。

### 浦上四番崩れ
1869年（明治2年）、マキたちはキリスト教弾圧「浦上四番崩れ」により、岡山県の離島、キリスト教徒の受難地である鶴島へ送られた。マキたちは殉教の覚悟で、ほぼ着の身着のままで、家も田畑もそのままで村を出た。
鶴島ではマキたちは、荒地の開墾に加えて、拷問や飢餓などの苦難に耐えた。食事は毎食、小さな器の粥1杯のみで、皆が栄養失調に苦しんだ。空腹時は、海岸で海藻や貝をとって飢えを凌いだ。この最中、1871年（明治4年）にマキの父、妹が相次いで死去した。
1873年（明治6年）に禁制が廃され、浦上山里村へ帰郷した。拷問、飢餓、病気による死者は600人を超え、帰郷できたのは約3千人であった。

### 相次ぐ試練
郷里の浦上山里村は、マキたちが不在の間に土地も家もすっかり荒れ果て、政府が建てたバラックがあるだけであった。父と妹の死に加えて、母と兄の行方も不明であった。マキは父親代わりとして、母や兄弟たちを助け、人の何倍も働いた。農作をしようにも、農具もないために、陶器の破片で畑を耕した。
1874年（明治7年）6月、長崎の伊王島で赤痢が発生し、死者はキリシタンだけでも100人に達した。この赤痢は浦上でも蔓延して、多くの患者が発生した。赤痢の治療法が確立していない時代であり、しかも鶴島で苦しんでいた人々は体が衰弱していた上に、衛生環境も悪いためであった。

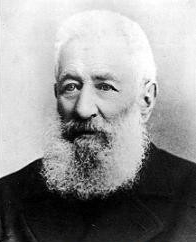
マルク・マリー・ド・ロ

宣教師としてフランスから訪日していたマルク・マリー・ド・ロ神父は救護活動として、浦上の女性たちを救護隊として編成した。マキもその1人として、一同を統率した。ド・ロ神父が医学と薬学に長けることから、マキたちは予防法や薬の使用を教わった。浦上のキリシタンの中心人物である高木仙右衛門は合宿場所を用意し、マキたちは、そこでド・ロ神父の指導のもとで生活した。いつでの救護活動が可能とするため、且つ、家族への感染を防ぐためである。ド・ロ神父とマキたちの尽力により、浦上は赤痢の患者数が最も多いにもかかわらず、死亡者は少なく済んだ。
同1874年8月、赤痢がようやく下火になりかけた頃、九州一帯は台風の被害に見舞われた。暴風雨に加えて洪水、高潮襲来などの被害の連続で、後年まで「戌の年の大風」として語り継がれるほどであった。この台風で最も被害を受けたのも浦上であり、バラックのほとんどが倒壊した。ようやく営んでいた田畑もほぼ全滅し、苦心して実らせた作物もすべて暴風雨にもぎとられた。
この相次ぐ苦難においても、マキたちは人々の救助のため、ほぼ不眠不休で働いた。高木仙右衛門の用意した合宿所で、1枚の布団を交代で使ってわずかの睡眠をとり、イモと醤油粕で飢えを凌ぎ、おからが出れば御馳走の部類であった。
赤痢と台風が収まった頃、長崎郊外の蔭ノ尾島で、天然痘の流行が発生した。これは当時の人々にとって、赤痢以上の恐怖であり、肉親ですら病人の看護を恐れるほどであった。ド・ロ神父はただちに、マキたちや土地の青年たちを率いて、天然痘の救護活動に赴いた。

### 「子部屋」の始まり
1874年（明治7年）、天然痘の収まった頃、マキのもとには、天然痘で両親を喪った1人の赤ん坊が遺されていた。マキは、この赤ん坊の養育を始めた。
この赤ん坊のみならず、病気に台風と災害の連続、同1874年の佐賀の乱や台湾出兵による県全体の困窮状況、加えて明治初期の不安な社会情勢において、孤児や捨て子は増える一方であった。

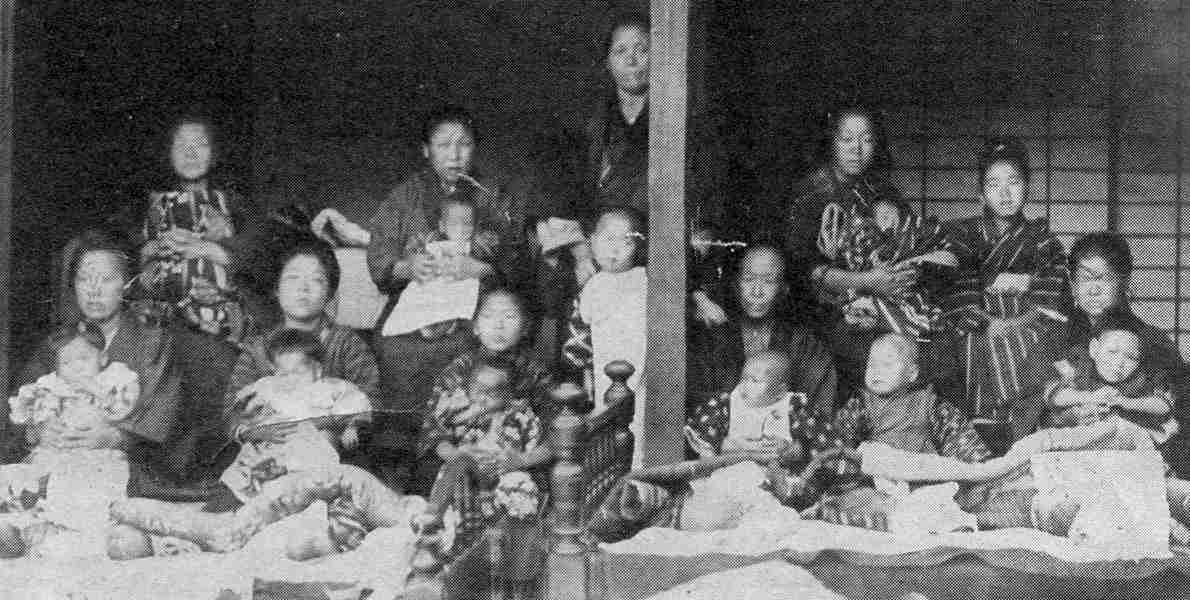
「女部屋」の一同。中央の柱の陰の女性が岩永マキ。

マキは、この子供たちの救済を決心した。同志たちと協力し、生涯を孤児の養育に捧げる決意を固めた。今までの合宿所は手狭であったため、蔭ノ尾島でキリシタンの1人の家を借りた。育児活動が本格的に始まった頃、浦上の人々はマキの施設を「子部屋」と呼び、マキたちの団体を「女部屋」と呼んだ。
ド・ロ神父は精神面、経済面でマキたちを支援し、経済面の基礎固めとして、マキたちに田畑を買い与えた。公の援助は皆無であり、マキたちは自力で畑を作り、費用捻出念のためにカイコを飼って機織りに励んだ。生活は苦しく、狭い板の間にむしろを敷き、布団は1枚を交替で用い、イモと醤油粕で食事を凌ぐことも、味噌汁を欠けた茶碗で回し飲みすることもあった。
1879年（明治12年）、合宿所は修道会組織「十字会」となった。これは長崎浦上養育園の前身である。長崎県内には他にも23か所に同様の女部屋ができ、十字会はその基本となった。マキは浦上修道院の院長として、修道院と養育院の経営にあたった。

### 施設の運営
後年と異なり、マキたちの施設に対して、国からの補助は一切なかった。ド・ロ神父は精神面、経済面で支援し、経済面の基礎固めとして田畑を買い与えたものの。基本的にマキたちが自力で支えていた。育児の一方で、農業を営み、その収穫で事業の経費をまかなった。毎時末期には、ヤギや乳牛も飼っていた。施設育ちの者たちの中には、障害のために結婚や就職の困難な者もおり、そうしたものたちは成人後も施設に残り、児童たちの世話などにあたった。
児童たちが増える一方のため、1879年にド・ロ神父の指導のもと、十字会の敷地内に製糸工場が作られた。カイコを飼って糸を紡いだ。作られた衣類はマキたちの服になり、収入源にもなった。
1909年（明治42年）、内務省より毎年の助成金が出るようになった。宣伝行為を行っていないため、マキたちの働きは世間にあまり知られなかったものの、翌1910年（明治43年2月）に地元紙の「東洋日の出新聞」で「奇特なお婆さん 育てた子供が五百余名」「慈善婆さん語る」などと紹介され、ある程度、知られるようになった。
子部屋での児童の養育は、次第に棄児から貧困児童が中心となり、里親による委託養育が重視された。マキは親のいない児童に対して、里親を重視して里親捜しに尽力したが、引き取り手のいない児童は自分の戸籍に入れて、自分の子供として養育した。1917年（大正6年）末には、院内養育が9人、委託養育が36人であった。
マキは「霊魂の救いが重要」と考えて、子供に洗礼を施すこともあった。ただし、児童の成長の後には何の干渉もしないとの考えから、キリスト教徒を増やすことも目的としておらず、育てた子供に信仰の強制はしなかった。
マキ自身は農家の生まれであり、正式な教育は受けていなかったものの、子供たちの教育には熱心であり、必ず学校に通わせた。小学校を卒業した者たちは、本人の希望で就職させた。両足に障害を負う者に、資金援助として内務省からの奨励金200円を全額与え、結婚させ、床屋を開業させたこともあった。

### 苦難
マキの孤児育成において、困難や課題は多く、決して順調ではなかった。人工栄養に頼らざるを得なかったこと、捨て子は多くが健康状態が悪かったこと、障害や病気を抱える児童が多かったことで、短期間で死亡する児童が多く、3か月以内で死亡、ときには10日以内で死亡することも多かった。そのためにマキたちの施設は、「子供の捨て場」と誤解されることもあった。
僧侶や警官のように、社会的に地位のある者が、表沙汰にできない子供を預けることもあった。施設を逃走して、そのまま失踪する児童もいた。施設育ちの者は差別されがちのため、施設から社会に出た後は、マキの側から接触しないなど配慮をしていたが、姓が「岩永」のために、施設育ちだと知られてしまうという問題もあった。
育ちを隠すために姓を変えようと苦心する者もおり、それを耳にしたマキは「不憫で堪りません」と憂いていた。
「貧乏で育てられない」といって子供を施設に預けた後、2歳か3歳になると取り戻しに来る親もいた。マキはそれを身勝手として責めることはなく、「その子にとって生みの親以上の幸せはない」といって、子供を親に返した。
日露戦争中は、マキは「自分の手がけた者が成長して18人も出征した」と、新聞記事上で誇らしげに語っていた。子供の行動や能力について、親の社会層で判断していたこともあった。時代と共にマキの考え方にもある程度の変化はあったようで、国家主義などの当時の風潮を克服できなかったようだが、子供にとって最善の道を考え続けていたことは、確かであった。

### 晩年
1919年（大正8年）末、長崎は大規模な感冒の流行に見舞われた。マキもこれに感染して、翌1920年（大正9年）に県立病院に入院した。数年前から胃癌を患っていたこともあり、この頃からマキの体は急速に衰弱した。一時は感冒から回復して退院したものの、感冒が再発し、同1920年1月、十字会で会員たちに看取られつつ死去した。
地元の新聞では、マキの死去が「浦上の慈善婆さん逝く 献身的五捨年の清き生涯 孤児棄児を救ふ数千名」として、当時としては珍しい2段抜きの大見出しで報じられた。葬儀では会葬者が2500人に達し、当時の県知事代理や官民たちの姿もあった。会場から墓地まで約2キロメートルの道は、葬列の人々で埋め尽くされた。

## 没後
マキの死去の直後の同1920年（大正9年）、浦上養育院は財団法人化されて、近代的な運営組織が作られた。翌1921年（大正10年）、火災により養育院は全焼したが、周囲からの支援により翌1922年（大正11年）に再建された。この年に長崎は、日本全国に先駆けて共同募金を実施しており、市民をあげての募金活動は、日本では最初のものであった。
太平洋戦争末期の1945年8月、長崎市への原子爆弾投下により養育院は全壊、養育院を運営していた十字会の会員22人、乳児3人が犠牲となった。終戦後、生き延びた十字会会員と児童たちは、防空壕やテントでの仮住居を経て、1946年（昭和21年）に仮建物と仮収容所が再建、生活保護法のもとでの保護施設「浦上養育院」として再建されて、戦災孤児や被爆孤児の救済のために活動した。再建当時の場所は十字会敷地内であったが、創立100周年を機に、創設の地に新設された。
マキの晩年の新聞の取材では、育てた孤児は約500人から600人と答えており、マキが養子として自らの戸籍簿に入れ、岩永姓を名乗らせた数は294人に達していた。「十字会」はその後、お告げのマリア修道会として、令和期以降に至っている。新型コロナウイルス感染症の世界的流行により、教会活動も制限されてからは、お告げのマリア修道会の公式ウェブサイトでオンライン祈りの集いの場が設けられており、「マキの部屋」と名付けられている。

## 人物
女性としては体が大柄なこともあって、男勝りの性格と表現されることが多い。正義感が強く、鶴島に配流されていた頃にも、不条理なことには敢然と立ち向かった。裏表のない、さっぱりとした性格でもあった。浦上の村人たちからは「姉さん（あねさん）」の呼び名で親しまれた
その一方で、深い思いやりの持ち主であった。鶴島でも「仲間を勇気づけるのは自分の役」と密かに考えており、常に快活に振舞った。苦しい仕事は自らが、率先して引き受けた。養蚕では1人で5人分を仕上げるといって、皆を感心させた。
あるとき十字会に、遠方の漁村の女性が魚を売りに来て、十字会の会員が魚を値切ろうとすると、マキは「この魚はおばさんが命がけで採ってきたのだから、値切ってはいけない」「それよりお茶でものませてやりなさい、ふかし芋でもあったら食べてもらいなさい」と窘めた。この逸話からも、マキが自分の育てた子供たちのみならず、貧しい者や弱い者、すべてに配慮しており、且つ労働の尊さを理解していたことを窺うことができる。